# San Girolamo e l'angelo del Giudizio (Ribera)
Il San Girolamo e l'angelo del Giudizio è un dipinto olio su tela (262×164 cm) di Jusepe de Ribera datato 1626 e conservato presso il Museo nazionale di Capodimonte a Napoli.

## Storia e descrizione
La tela fu eseguita nel 1626 per decorare una cappella al lato dell'altare maggiore della chiesa della santissima Trinità delle Monache, dov'era presente anche il dipinto della Trinitas Terrestris sempre del Ribera.
Nel 1813 la tela fu prelevata dalla chiesa in quanto l'ordine religioso che aveva in affido l'edificio di culto fu soppresso; l'opera entrò dunque a far parte della collezione Borbone e pertanto spostata nel Museo nazionale di Capodimonte.
Il dipinto, firmato e datato, presenta i richiami tipici del caravaggismo napoletano e si staglia tra i massimi capolavori del pittore spagnolo i cui virtuosismi raggiunti anticipano quelli che verranno acquisiti definitivamente solo a partire dal terzo decennio del Seicento, ossia nelle opere di piena maturità artistica del Ribera. I passaggi chiaroscurali sono infatti meno evidenti rispetto alle prime opere del pittore, dove il tenebrismo caravaggesco appariva più definito e accentuato.
La scena ritrae san Girolamo in atto di tradurre la Bibbia sorpreso dall'angelo del Giudizio suonante il corno che appare tra le nuvole in alto a destra della scena, quest'ultimo che si accosta molto alla figura compiuta nella tela di San Matteo e l'angelo del Caravaggio databile al 1602. La scena si compone inoltre anche di tutti gli altri elementi tipici nella rappresentazione iconografica di san Girolamo: quindi del leone, appena visibile nella penombra alle spalle del santo, del teschio e infine della pergamena arrotolata. La luce che illumina l'intera composizione è invece data da un'apertura paesaggistica tra le rocce posta in alto a sinistra della tela.